# 建安道
建安道（けんあん-どう）は中華民国北京政府により設置された福建省の道。

## 沿革
1913年（民国2年）2月12日、北路道として成立、観察使は南平県に置かれ、下部に南平、将楽、沙県、尤渓、順昌、永安、建甌、建陽、崇安、浦城、政和、松渓、邵武、光沢、泰寧、建寧の16県を管轄した。1914年（民国3年）5月23日、建安道と改称され、観察使も道尹と改められた。1927年（民国16年）に廃止されている。

## 行政区画
廃止直前の下部行政区画は下記の通り。（50音順）
- 永安県
- 建甌県
- 建寧県
- 建陽県
- 光沢県
- 沙県
- 順昌県
- 松渓県
- 邵武県
- 将楽県
- 崇安県
- 政和県
- 泰寧県
- 南平県
- 浦城県
- 尤渓県